# گروه چاینا پولی
گروه چاینا پولی (انگلیسی: China Poly Group) شرکت خوشه‌ای چینی است، که در سال ۱۹۹۳ تأسیس شد.